# Sistema de Balizagem Marítima
A Sistema de Balizagem Marítima é um conjunto de orientações de navegação usado na navegação marítima mundial. Tais diretrizes são usadas desde o início da navegação marítima, quando se sentiu a necessidade de assinalar perigos, entradas de barras e portos, etc. Até ao século XIX estas marcas não eram sistematizadas, e variavam bastante de país para país, e mesmo dentro do mesmo país de porto para porto.
A sistematização da balizagem foi distribuído pelo mundo desde as nações europeias para as suas colónias, com a excepção dos Estados Unidos que desenvolveram o seu próprio sistema. Esta situação, a existência de vários sistemas, causava vários problemas à navegação, e eram frequentes as situações em que mesmo os marinheiros mais experientes se enganavam.
Para obviar esta situação, a Associação Internacional de Sinalização Marítima (International Association of Marine Aids to Navigation and Lighthouse Authority IALA), produziu um projecto de balizagem universal, que foi adoptado na reunião de Tóquio em 1980.
O Sistema de Balizagem Marítima - IALA divide o mundo em duas áreas (A e B), harmonizando a informações contidas nas bóias, e como esta deve ser lida:
- marcas cardinais - marcas que indicam onde estão as águas mais profundas.
- marcas laterais - marcas que indicam o bordo a dar por uma embarcação ao entrar numa barra, porto, doca, etc.
- marca de perigo isolado - marcas que indicam perigos isolados em águas de outra forma limpas.
- marca de águas limpas - marcas que indicam águas sem quaisquer perigos em seu torno.
- marca especial - marcas que indicam ODAS, esquemas de separação de tráfego, etc.

Segundo o Sistema de Balizagem Marítima - IALA, a região B engloba a totalidade da América, o Japão, Coreia e as Filipinas, enquanto o resto do mundo pertence à região A.
A diferença maior entre as duas regiões é na leitura das marcas laterais, conforme se pode ver nos desenhos abaixo.
Região A → (A embarcação tem de dar bombordo à marca/luz encarnada)
Região B → (A embarcação tem de dar bombordo à marca/luz verde)
Observação
O espaço entre as bóias corresponde ao sentido convencional de balizamento, ou seja, as marcas estão colocadas como se estivéssemos a entrar num canal.